# Далбошец
Далбошец (рум. Dalboșeț) — село у повіті Караш-Северін в Румунії. Адміністративний центр комуни Далбошец.
Село розташоване на відстані 330 км на захід від Бухареста, 48 км на південь від Решиці, 114 км на південний схід від Тімішоари.

## Населення
За даними перепису населення 2002 року у селі проживали 1000 осіб.
Національний склад населення села:
| Національність | Кількість осіб | Відсоток |
| -------------- | -------------- | -------- |
| румуни         | 985            | 98,5%    |
| цигани         | 10             | 1,0%     |

Рідною мовою назвали:
| Мова      | Кількість осіб | Відсоток |
| --------- | -------------- | -------- |
| румунська | 987            | 98,7%    |
| циганська | 10             | 1,0%     |